# 慕容尹国
慕容 尹国（ぼよう いんこく、生没年不詳）は、五胡十六国時代の後燕の人物。昌黎郡棘城県の出身。

## 生涯
後燕に仕え、安南将軍に任じられた。
394年10月、皇帝慕容垂は慕容尹国と驃騎大将軍慕容農に青州・兗州の攻略を命じた。慕容尹国は陽城を攻め、陥落させた。東晋の東平郡太守韋簡を討ち取った。東晋の高平郡太守徐含遠は龍驤将軍劉牢之に救援を求めたが間に合わず、慕容尹国と慕容農は高平郡・泰山郡・琅邪郡の諸郡を攻略した。
済陰公に封じられた。
395年11月、皇太子慕容宝は北魏討伐に向かい、慕容尹国も従軍していた。参合陂で北魏軍の奇襲を受け、後燕軍は壊滅、宗室の魯陽王慕容倭奴・桂林王慕容道成・北地王慕容精の世子の慕容鍾葵・安定王の世子の慕容羊児らと文武諸官数千人とともに捕らわれた。
これ以後の事績は、史書に記されていない。